# 下志津駐屯地
座標: 北緯35度39分15.2秒 東経140度09分3.7秒 / 北緯35.654222度 東経140.151028度
下志津駐屯地（しもしづちゅうとんち、JGSDF Camp Shimoshizu）は、千葉県千葉市若葉区若松町902に所在し、陸上自衛隊高射学校等が駐屯する陸上自衛隊の駐屯地である。

## 概要
旧日本陸軍下志津陸軍飛行学校跡地に設置された。
駐屯地司令は、陸上自衛隊高射学校長が兼務する。なお、本駐屯地には会計隊及び駐屯地業務隊が存在せず、高射学校がそれらの業務を行う。最寄の演習場は、習志野演習場および柏訓練場である。

## 沿革
日本陸軍
- 1921年（大正10年）：陸軍航空学校下志津分校として開校[1]。
- 1924年（大正13年）：下志津陸軍飛行学校が開設[1]。
- 1944年（昭和19年）6月：下志津陸軍飛行学校が閉鎖。下志津教導飛行師団が編成完結[1]。

陸上自衛隊下志津駐屯地
- 1955年（昭和30年）12月1日：

1. 陸上自衛隊下志津駐屯地として開設[2]。
2. 陸上自衛隊高射学校が習志野駐屯地から移駐し、（12月10日移駐完了[3]）高射学校長が駐屯地司令に職務指定[4]。

- 1956年（昭和31年）1月25日：高射学校の隷下部隊として第2高射特科群が新編[5]。
- 1959年（昭和34年）
  - 8月13日：高射学校の改編により、下志津駐屯地業務隊が廃止。
  - 12月4日：長官直轄部隊の第1ロケット実験訓練隊が編成完結[3]。
- 1966年（昭和41年）8月3日：

1. 第2高射特科群が東部方面隊の直轄部隊となり、朝霞駐屯地に移駐。
2. 第2高射特科群隷下の第119、第123特科大隊及び第1ロケット実験訓練隊が高射学校隷下に編入[5]。

- 1968年（昭和43年）8月1日：

1. 高射学校の改編により、第1ロケット実験訓練隊が第2教育部に改編、作戦評価室が新編[5][6]。
2. 第301無線誘導機隊が新編[7]。

- 1969年（昭和44年）3月1日：第119、第123特科大隊を母体に高射教導隊が新編[7]。
- 1970年（昭和45年）8月5日：高射学校隷下の第123特科大隊を廃止し、第309高射中隊、第310高射中隊を新編[7]、高射教導隊第2大隊に編合。
- 1976年（昭和51年）8月20日：第309高射中隊が青野原駐屯地へ移駐[8]。
- 1985年（昭和60年）7月1日：第301無線誘導機隊が静内駐屯地へ移駐[8]。
- 2002年（平成14年）3月27日：東部方面後方支援隊新編に伴い、高射教育直接支援中隊（高射学校等を支援）、第301高射直接支援中隊第4直接支援小隊（第308高射中隊を支援）を新編。
- 2007年（平成19年）3月28日：第308高射中隊を第334高射中隊に改編。

## 駐屯部隊・機関

### 防衛大臣直轄部隊
- 高射学校
  - 高射教導隊
- 警務隊
  - 東部方面警務隊
    - 第127地区警務隊
      - 下志津連絡班

### 東部方面隊隷下部隊
- 第2高射特科群
  - 第334高射中隊
- 東部方面後方支援隊
  - 高射教育直接支援中隊：高射学校等を支援
  - 第301高射直接支援中隊
    - 第4直接支援小隊：第334高射中隊を支援
- 東部方面システム通信群
  - 第105基地システム通信大隊
    - 第320基地通信中隊
      - 下志津派遣隊

## 過去の隷属部隊
- 第2高射特科群：1956年（昭和31年）1月25日：高射学校の隷下部隊として新編[5]。1966年（昭和41年）8月3日：第2高射特科群が東部方面隊隷下に編成替え。
- 第119特科大隊：1966年（昭和41年）8月3日、高射学校隷下に編入[5]。
- 第123特科大隊：1966年（昭和41年）8月3日、高射学校隷下に編入[5]。
- 第1ロケット実験訓練隊：1966年（昭和41年）8月3日、高射学校隷下に編入[5]。
- 第309高射中隊：1970年（昭和45年）8月5日：第309高射中隊を新編[7]。1976年（昭和51年）8月20日、青野原駐屯地へ移駐[8]。
- 第301無線誘導機隊：1985年（昭和60年）7月1日静内駐屯地へ移駐[8]。

## 最寄の幹線交通
- 高速道路：東関東自動車道 千葉北IC/四街道IC、京葉道路 穴川IC
- 一般道：国道14号、国道16号、国道51号、国道126号、千葉県道64号千葉臼井印西線、千葉県道66号浜野四街道長沼線、千葉県道155号四街道上志津線
- 鉄道：JR東日本総武本線 四街道駅
- 港湾：千葉港（特定重要港湾）、銚子港、勝浦港、千倉港、館山港（地方港湾）
- 飛行場：成田国際空港（第一種空港）木更津飛行場（その他の飛行場）